# Golling an der Erlauf
Golling an der Erlauf is een gemeente in de Oostenrijkse deelstaat Neder-Oostenrijk, gelegen in het district Melk (ME). De gemeente heeft ongeveer 1700 inwoners.

## Geografie
Golling an der Erlauf heeft een oppervlakte van 2,71 km². Het ligt in het centrum van het land, ten westen van de hoofdstad Wenen.

## Geboren in Golling an der Erlauf
- Oskar Höfinger (1935-2022), beeldend kunstenaar

Artstetten-Pöbring · Bergland · Bischofstetten · Blindenmarkt · Dorfstetten · Dunkelsteinerwald · Emmersdorf an der Donau · Erlauf · Golling an der Erlauf · Hofamt Priel · Hürm · Kilb · Kirnberg an der Mank · Klein-Pöchlarn · Krummnußbaum · Leiben · Loosdorf · Mank · Marbach an der Donau · Maria Taferl · Melk · Münichreith-Laimbach · Neumarkt an der Ybbs · Nöchling · Persenbeug-Gottsdorf · Petzenkirchen · Pöchlarn · Pöggstall · Raxendorf · Ruprechtshofen · Schollach · Sankt Leonhard am Forst · Sankt Martin-Karlsbach · Sankt Oswald · Schönbühel-Aggsbach · Texingtal · Weiten · Ybbs an der Donau · Yspertal · Zelking-Matzleinsdorf
- Gemeinsame Normdatei: 4500993-4
- Library of Congress Control Number: nr97042245
- Nationale Bibliotheek van Israël: 987007535493505171
- Virtual International Authority File: 242729185